# Макагонов, Юрий Фёдорович
Макагонов, Юрий Фёдорович (3 сентября 1943) — советский инженер, учёный-винодел, лауреат медали А. А. Егорова, также удостоен золотой медали Л. С. Голицына и почётного диплома, с 1981 года главный инженер-винодел ГП «Алушта» (Массандра), почётный гражданин города Алушта (2000).
Автор нескольких книг по виноделию: Искусство рождённое солнцем (2000), Я люблю тебя жизнь (2004), Советы виноделов (2006) и других. Под его руководством создано более 11 марок новых вин, таких как: Семильон Алушта, Каберне Алушта, Бастардо десертное Алушта, Нектар Демерджи.

## Биография
Родился в деревне Сакского района АР Крым в крестьянской семье. Пережил немецкую оккупацию. Учился в школе находящейся в соседнем селе до 4 класса. После неё стал обучаться в школе центральной усадьбы совхоза «Крымский» и окончил 10 классов. Проживая в деревне, в возрасте 12 лет, впервые попробовал виноград на вкус и он произвел на него неизгладимое впечатление.
В 1958-1959 годах работал в ГППЗ «Крымское».
В 1959 году поступил на 3-й курс Симферопольского техникума пищевой промышленности по специальности «технология виноделия». Будучи студентом техникума, проходил практику на виноградных плантациях. Также в 1962 году проходил практику в совхоз-заводе Алушта, предприятиях Золотом поле и в Молдавии. Окончил техникум в 1963 году и был направлен на должность технолога-винодела на винзавод совхоз-завод «Алушта». Заочно поступил на первый курс Одесского технологического института.
Он начал работать технологом в утильцехе с июля 1963 года. Был призван в армию, но уже через год продолжил работать.
В 1974 году он занял должность начальника цеха первичного виноделия.
Юрий Федорович стал главным инженером-виноделом совхоз-завод «Алушта» в марте 1981 года. Под его руководством был произведен ряд значительных модернизаций различных подразделений винзавода: реконструкция цеха первичного виноделия, в цехе хранения виноматериалов, внедрены новейшие технологические схемы производства вин.

## Научные работы
Автор нескольких книг в области виноделия: Искусство рождённое солнцем (2000 год), Виноделие дело моей жизни (2003 год), Я люблю тебя жизнь (2004 год), Прекрасные вина Алушты (2004 г.), Советы виноделов (2008 год).

## Вина ГП «Алушта»
С 1999—2008 гг. под руководством Макагонова Ю.Ф. были разработаны новые марки вин: столовые марочные: Каберне Алушта, Семильон Алушта; полусладкие и полусухие: Алустон и Эврика; марочное десертное Легенда Алушты; десертные ординарные:Кагор Венец Алушты, Мускат Алушта, Нектар Демерджи, Бастардо десертное Алушта, Эдельвейс Алушты.
Разработанные в ГП «Алушта» вина на международных конкурсах были удостоены двух кубков Гран-При и 31 медали.

## Почётные звания и награды
- Заслуженный работник агропромышленного комплекса АР Крым.
- Лауреат медали А. А. Егорова.
- Лауреат золотой медали Л. С. Голицына и почётного диплома.

Его имя занесено в книгу Почёта Союза виноделов Крыма.
- Почётный гражданин города Алушта.